# Verna Bloom
Verna Frances Bloom (ur. 7 sierpnia 1938 w Lynn w stanie Massachusetts; zm. 9 stycznia 2019 w Bar Harbor w stanie Maine) – amerykańska aktorka filmowa i telewizyjna. Zagrała m.in. główną rolę u boku Clinta Eastwooda w wyreżyserowanym przez niego westernie Mściciel (1973) oraz matkę Jezusa w głośnym i kontrowersyjnym filmie Martina Scorsese pt. Ostatnie kuszenie Chrystusa (1988).

## Filmografia
Filmy:
- Chłodnym okiem (1969) jako Eileen
- Wynajęty człowiek (1971) jako Hannah Collings
- Odznaka 373 (1973) jako Maureen
- Mściciel (1973) jako Sarah Belding
- Menażeria (1978) jako Marion Wormer
- Droga do Nashville (1982) jako Emmy Wagoneer
- Podróż Natty Gann (1985) jako kobieta na farmie
- Po godzinach (1985) jako June
- Ostatnie kuszenie Chrystusa (1988) jako Maria, matka Jezusa

Seriale TV:
- Bonanza (1959–1973) jako Ellen Masters (gościnnie, 1969)
- Kojak (1973–1978) jako Carrie Zachary (gościnnie, 1976)
- Cagney i Lacey (1982–1988) jako Joan Torvec (gościnnie, 1987)
- Doktor Quinn (1993–1998) jako Maude Bray (gościnnie w 1. odcinku)
- Prezydencki poker (1999–2006) jako Molly Lapham (gościnnie, 2003)